# Gueorgui Beriev
Pour les articles homonymes, voir Beriev (homonymie).

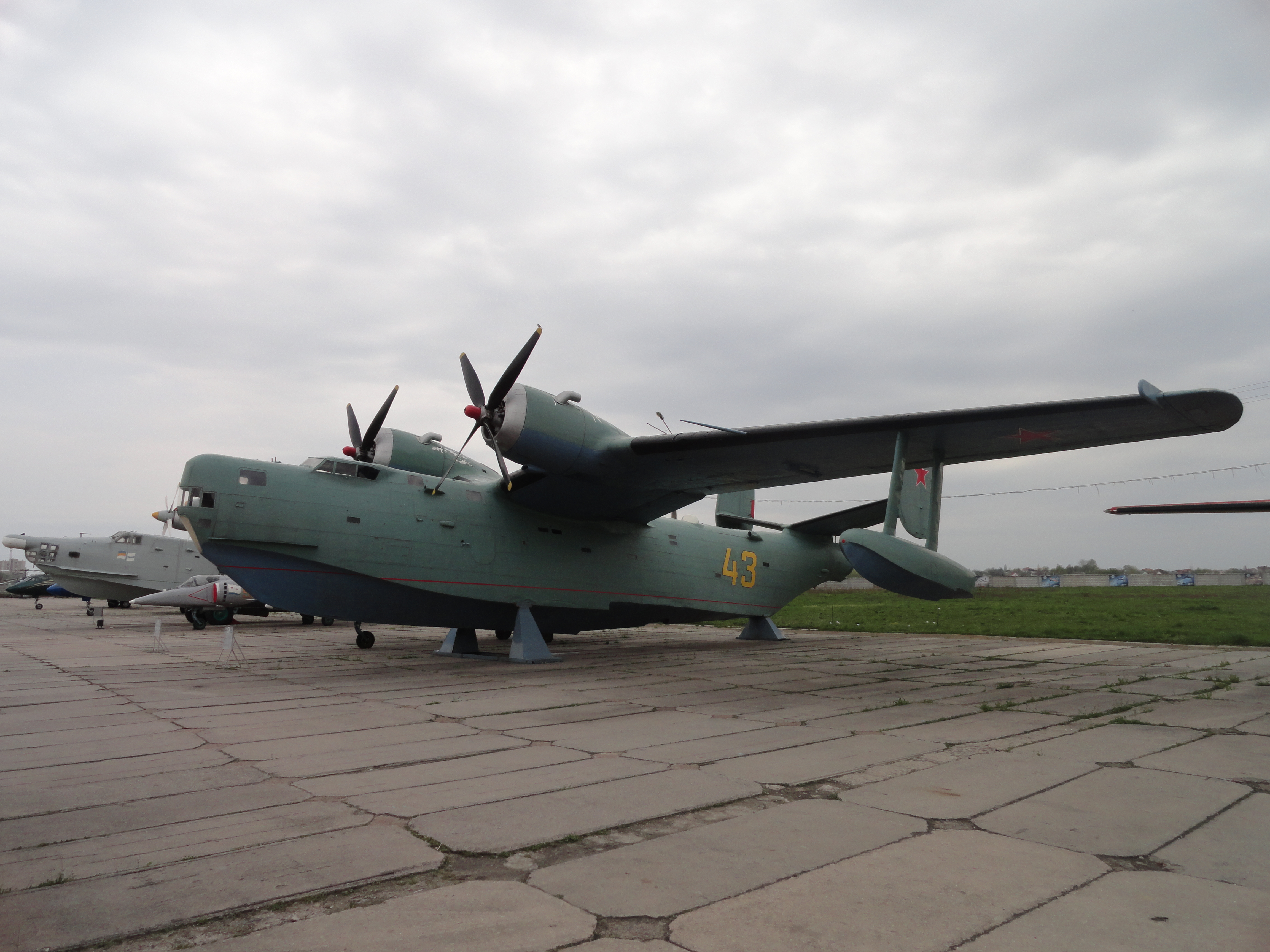
Un Beriev Be-6 au musée de l'Aviation de Kiev.

Georgui Mikhaïlovitch Beriev (en russe : Георгий Михайлович Бериев, prononcé en russe : [gʲjeˈorgʲi mʲixajˈlovʲiʧ ˈbʲjerʲijev]); en géorgien : გიორგი მიხეილის ძე ბერიევი ; né le 31 janvier 1903 (13 février dans le calendrier grégorien) à Tbilissi — mort le 12 juillet 1979 à Moscou) était un constructeur aéronautique soviétique. Il est essentiellement connu pour ses hydravions et avions amphibies.

## Biographie
Après ses études terminées en 1923 à l'école des chemins de fer de Tbilissi, il intégra l’Institut polytechnique de Pétrograd. Il y poursuivit ses études à la faculté de construction maritime, département aéronautique, qu'il termina en 1930 avec un diplôme d'ingénieur. Il travailla tout d'abord comme concepteur dans un bureau d'études avec l'inventeur français Paul Aimé Richard avant de devenir fin 1930 ingénieur en chef-adjoint du bureau d'études central « Menchinsk » où il développa l'avion de reconnaissance naval MBR-2. À la suite du succès que connut cet appareil, il créa en 1934 le bureau central de développement (OKB) pour hydravions de Taganrog qu'il dirigea d'octobre 1934 à 1968. Ce bureau d'études porte désormais le nom de complexe scientifico-technique d'aviation de Taganrog en hommage à Gueorgui Mikhaïlovitch Beriev ou ТАНТК et en anglais Beriev Aircraft Company depuis décembre 1989. 
Beriev reçut le prix Staline en 1947 en récompense du développement du Beriev Be-6, et le prix d'État de l'URSS en 1968 pour celui du Beriev Be-12. Il fut décoré deux fois de l'Ordre de Lénine.
Après s'être retiré de la vie active, il passa la fin de sa vie à faire des études scientifiques à Moscou.